# اندیس کرومیت غرب چاه بریش۱
کرومیت غرب چاه بریش۱ یک اندیس فلزی است که در حوالی شهر رندان استان سیستان و بلوچستان قرار دارد و مادهٔ معدنی موجود در آن، کرومیت است.سنگ میزبان این اندیس پریدوتیتهای تکتو نیزه آلتره است و دیرینگی آن به دوران کرتاسه بالایی می‌رسد.